# Tetratoma maculata
Tetratoma maculata là một loài bọ cánh cứng trong họ Tetratomidae. Loài này được Casey miêu tả khoa học đầu tiên năm 1900.